# Okręg Damodar

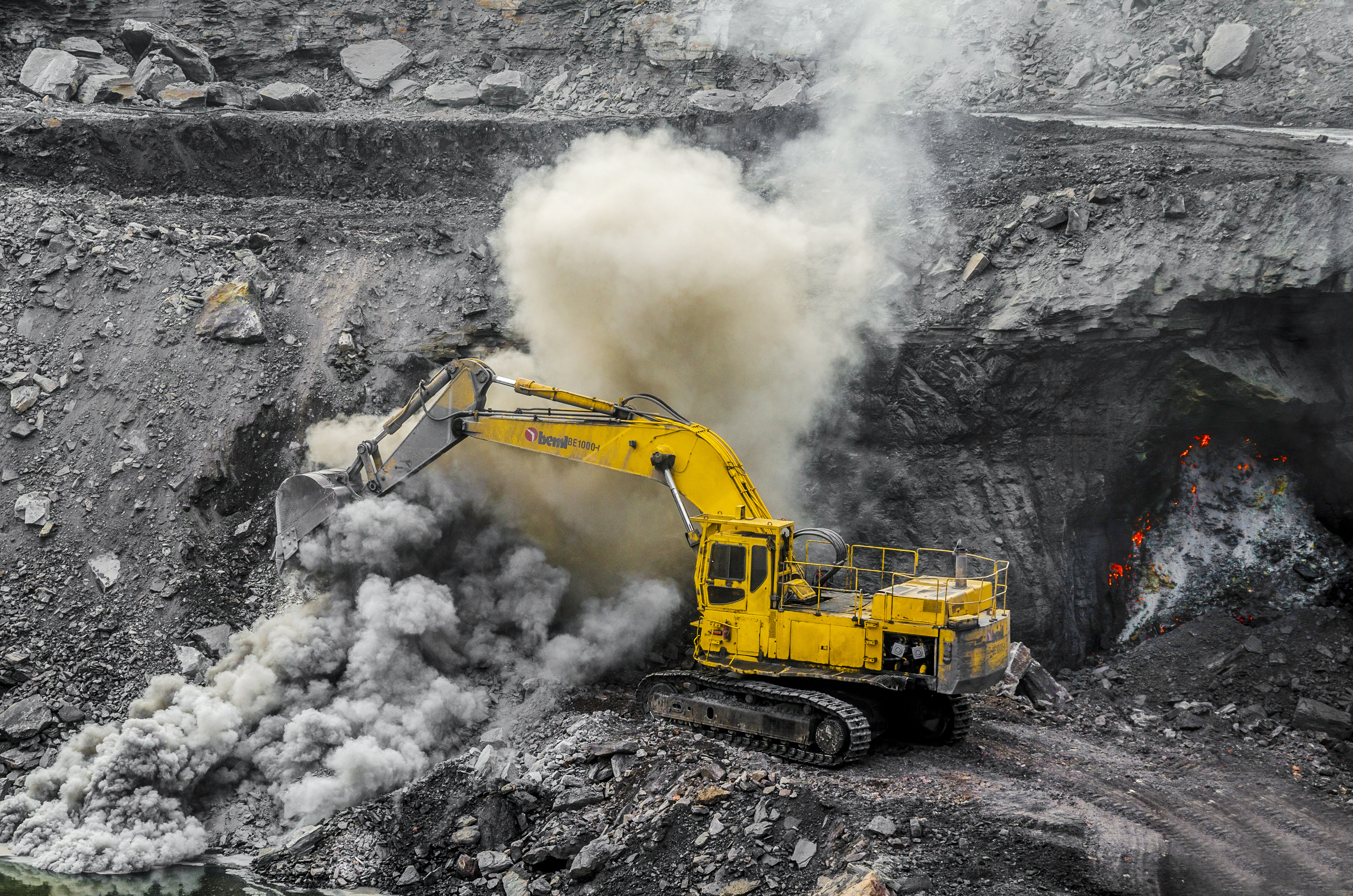
Kopalnia węgla w zagłębiu Jharia

Okręg Damodar – położony nad rzeką Damodar na pograniczu stanów Bengal Zachodni i Bihar największy okręg górniczo-przemysłowy Indii. Nazywany niekiedy indyjskim Zagłębiem Ruhry, rozwój zawdzięcza złożom węgla kamiennego, rud żelaza i metali uszlachetniających oraz miedzi, miki i boksytów. Skupia większość zakładów indyjskiej karbochemii i produkcji żelaza i stali, a także przemysłu metalowego, obrabiarkowego i środków transportu.
Wydobyciem węgla kamiennego w tym okręgu zajmuje się ponad 300 kopalń, dostarczając około 50% wydobycia tego surowca w całych Indiach. 
Największymi miastami są Ranigańdź i Bokaro.